# Blendi Idrizi
Blendi Idrizi, né le 13 mars 1999 à Bonn, est un footballeur international kosovar qui évolue au poste de milieu de terrain.

## Biographie
Idrizi est né à Bonn, en Allemagne, possédant également la nationalité kosovare[source insuffisante].

### Carrière en club
Idrizi rejoint le  FC Schalke le 31 janvier 2020, évoluant dans un premier temps en Regionalliga West avec l'équipe reserve.

### Carrière en sélection
Idrizi est convoqué une première fois en équipe du Kosovo le 25 mai 2021, pour les matchs amicaux contre Saint-Marin et Malte, puis ceux contre la Guinée et la Gambie.
Il fait ainsi ses débuts le 1er juin 2021, titularisé sur le côté droit de la défense contre l'équipe de Saint-Marin.

## Statistiques
| Saison                | Club                   | Championnat           | Championnat | Championnat | Championnat | Coupe(s) nationale(s) | Coupe(s) nationale(s) | Coupe(s) nationale(s) | Total | Total | Total |
| Saison                | Club                   | Division              | M.          | B.          | P.d.        | M.                    | B.                    | P.d.                  | M.    | B.    | P.d.  |
| 2020-2021             | Schalke 04             | Bundesliga            | 3           | 1           | 0           | -                     | -                     | -                     | 3     | 1     | 0     |
| 2021-2022             | Schalke 04             | 2. Bundesliga         | 22          | 1           | 4           | 2                     | 0                     | 0                     | 24    | 1     | 4     |
| 2023-2024             | Schalke 04             | 2. Bundesliga         | 6           | 1           | 2           | -                     | -                     | -                     | 6     | 1     | 2     |
| Sous-total            | Sous-total             | Sous-total            | 31          | 3           | 6           | 2                     | 0                     | 0                     | 33    | 3     | 6     |
| 2022-2023             | Jahn Regensburg (prêt) | 2. Bundesliga         | 18          | 0           | 1           | 1                     | 0                     | 0                     | 19    | 0     | 1     |
| Sous-total            | Sous-total             | Sous-total            | 18          | 0           | 1           | 1                     | 0                     | 0                     | 19    | 0     | 1     |
| Total sur la carrière | Total sur la carrière  | Total sur la carrière | 49          | 3           | 7           | 3                     | 0                     | 0                     | 52    | 3     | 7     |

## Palmarès
| Schalke 04 (1)                                                       |
| -------------------------------------------------------------------- |
| - Championnat d'Allemagne de deuxième division (1) - Champion : 2022 |